# Список дипломатических миссий Брунея

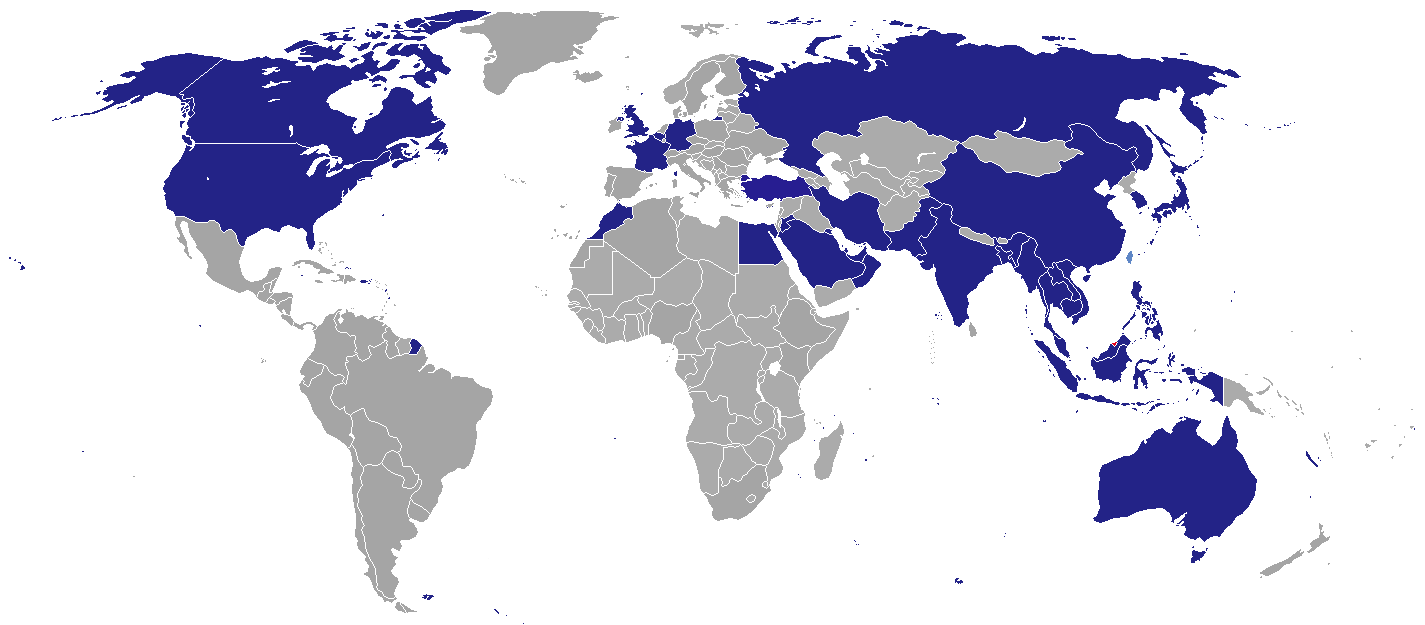
Дипломатические представительства Брунея

Список дипломатических миссий Брунея — в настоящее время входящий в Британское содружество султанат Бруней имеет ограниченное число дипломатических представительств за рубежом, и расположены они преимущественно в странах Восточной Азии и в исламских государствах. В Великобритании и других странах Британского содружества дипломатические миссии Брунея возглавляет Верховный комиссар в ранге посла.

## Европа

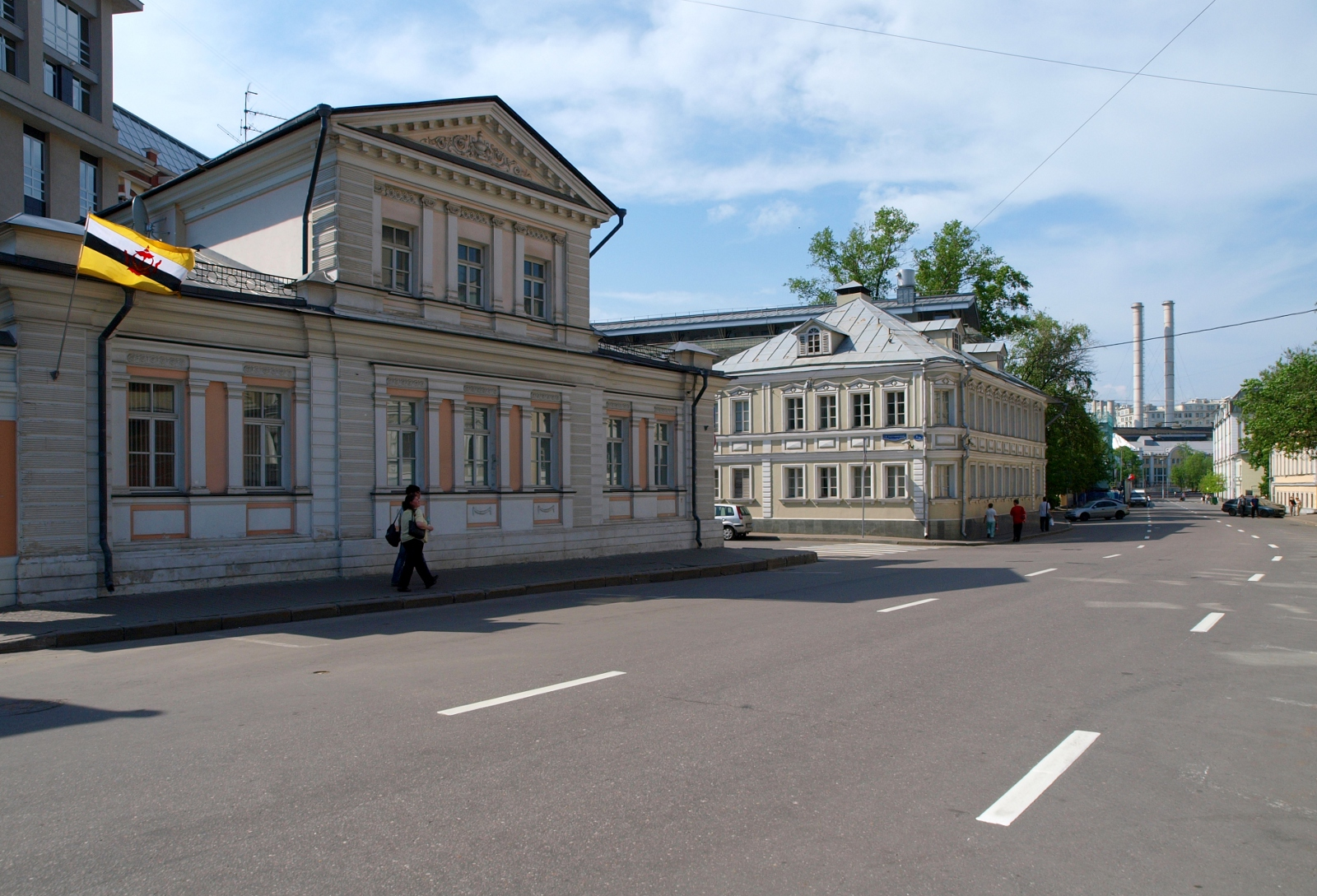
Здание посольства Брунея в Москве.

- Брюссель, Бельгия (посольство)
- Париж, Франция (посольство)
- Берлин, Германия (посольство)
- Москва, Россия (посольство)
- Лондон (верховный комиссариат)

## Северная Америка
- Оттава Канада (верховный комиссариат)
- Вашингтон, США (посольство)

## Африка
- Каир, Египет (посольство)
- Рабат, Марокко (посольство)

## Азия
- Манама, Бахрейн (посольство)
- Дакка, Бангладеш (верховный комиссариат)
- Пномпень, Камбоджа (посольство)
- Пекин, КНР (посольство)
- Гонконг (генеральное консульство)
- Нью-Дели, Индия (верховный комиссариат)
- Джакарта, Индонезия (посольство)
- Тегеран, Иран (посольство)
- Токио, Япония (посольство)
- Амман, Иордания (посольство)
- Вьентьян, Лаос (посольство)
- Куала-Лумпур, Малайзия (верховный комиссариат)
  - Кучинг, Малайзия (генеральное консульство)
  - Кота-Кинабалу, Малайзия (генеральное консульство)
- Рангун (посольство)
- Маскат, Оман (посольство)
- Исламабад, Пакистан (верховный комиссариат)
- Манила, Филиппины (посольство)
- Доха, Катар (посольство)
- Эр-Рияд, Саудовская Аравия (посольство)
  - Джидда, Саудовская Аравия (генеральное консульство)
- Сингапур (верховный комиссариат)
- Сеул, Южная Корея (посольство)
- Коломбо, Шри-Ланка (посольство)
- Бангкок, Таиланд (посольство)
- Абу-Даби, ОАЭ (посольство)
- Ханой, Вьетнам (посольство)

## Океания
- Канберра, Австралия (верховный комиссариат)

## Международные организации
- Женева (постоянное представительство при ООН и других международных организациях)
  - Нью-Йорк (постоянное представительство при ООН).